# Inervación cutánea
Inervación cutánea se refiere al área de la piel que es suministrada por un nervio cutáneo específico.
Los Dermatomas son similares, sin embargo, un dermatoma solo especifica el área dada por un nervio espinal. En algunos casos, el dermatoma es menos específico (cuando un nervio espinal es la fuente de más de uno de nervio cutáneo) y en otros casos es más específico (cuando un nervio cutáneo se deriva de múltiples nervios espinales).
Textos modernos están de acuerdo en que áreas de la piel son inervadas por determinados nervios, pero hay pequeñas variaciones en algunos de los detalles. Las fronteras designadas por los diagramas en la edición 1918 de Anatomía de Gray, son similares pero no idénticos a los generalmente aceptados en la actualidad. El concepto de territorio autónomo y el concepto de territorio de máxima distribución cutánea para cada rama cutánea son inmensamente útiles para los clínicos que evalúan pacientes con trastornos neurológicos.

## Importancia del sistema nervioso periférico
El sistema nervioso periférico (SNP) se divide en el sistema nervioso somático, el sistema nervioso autónomo, y el sistema nervioso entérico. Sin embargo, es el sistema nervioso somático, responsable del movimiento del cuerpo y la recepción de estímulos externos, que permite comprender cómo la inervación cutánea es posible gracias a la acción de las fibras sensoriales específicas localizados en la piel, así como las distintas vías que toman en el sistema nervioso central. Finalmente, la piel (parte del sistema tegumentario) desempeña un papel importante en el sistema nervioso somático, ya que contiene una serie de terminaciones nerviosas que reaccionan al calor, frío, tacto, presión y vibración. 

## Importancia del sistema nervioso central
El sistema nervioso central (SNC) trabaja con el sistema nervioso periférico en la inervación cutánea. El CNS es responsable de procesar la información que recibe de los nervios cutáneos que detectan un estímulo dado, y luego identificar el tipo de estímulos sensoriales que se proyectan a una región específica de la corteza somatosensorial primaria.

## El papel de las terminaciones nerviosas en la superficie de la piel
Grupos de terminales nerviosas situadas en las diferentes capas de la piel se clasifican en función de si la piel tiene vello, no pilosas, o una membrana mucosa expuesta.

### La piel pilosa
Las partes pilosas del cuerpo tales como el antebrazo o la pierna tiene dos grupos de terminaciones nerviosas: aquellos que terminan junto con los folículos del pelo, y también con las arborizaciones de axones mielinizados que se hace referencia como "libres" terminaciones nerviosas porque están servido por los axones mielinizadas y no mielinizadas.

### La piel no pilosa
La piel no pilosa, como la de las palmas de las manos y las plantas de los pies, tiene tres tipos de terminaciones nerviosas.
La primera, los corpúsculos de Meissner son terminaciones nerviosas encapsuladas, unidas a la epidermis en la papilla dérmica, que detectan tanto cambios en la textura como ciertas vibraciones.
Los discos de Merkel son arborizaciones de axones que terminan en terminales táctiles y células especializadas que detectan contacto sostenido y presión. Por último, hay también terminaciones nerviosas libres, que son similares en estructura a los de la piel pilosa, aunque son más numerosos.

### Mucosas expuestas
Las membranas mucosas expuestas de los labios, la mucosa anal y los órganos genitales externos forman las partes más densamente inervadas del cuerpo. Aunque no existe una categorización específica, tanto las terminaciones nerviosas "libres" como las terminaciones nerviosas encapsuladas de axones mielinizados se encuentran dentro de la dermis de esas áreas.
La córnea, una de las otras membranas mucosas expuestas, contiene terminaciones nerviosas "libres" conectadas a axones amielínicos.
La conjuntiva contiene una distribución menos densa de terminaciones nerviosas "libres" unidas a axones mielinizados y no mielinizados.

## Distribución de las neuronas sensoriales
La distribución de las neuronas sensoriales de la piel da cuenta de los grandes y superpuestos campos receptivos de la piel. El tamaño de los campos receptivos de turno, explica por qué casi cualquier estímulo dado a la piel humana potencialmente puede activar un número muy grande de terminales nerviosas. Por lo tanto es más probable que un estímulo causado por el pinchazo de una aguja sea detectado por más de un centenar de terminaciones nerviosas donde todas comparten el mismo campo receptivo, que para aquel mismo pinchazo de la aguja sea detectada por una única terminación nerviosa.

## Tipos de neuronas sensoriales
Los diferentes tipos de estímulos sensitivos que son recogidos por las neuronas sensitivas se agrupan en dos categorías: epicrítico y protopático
Neuronas epicríticas: detectan el tacto suave como las caricias, vibraciones de luz, la capacidad de reconocer la forma de un objeto que se sostiene (estereognosia), y la discriminación de dos puntos, o la separación de dos puntos en la piel que se tocan simultáneamente.
Neuronas protopáticas: son responsables de detectar el dolor, picor, cosquilleo y la temperatura. Los diferentes tipos de estímulos son detectados por un receptor dado para permitir una especificidad relativa entre los estímulos y receptores.

## Rutas hacia el SNC
La modalidad sensorial que es detectada por las fibras aferentes es un factor importante a considerar,  ya que determina la vía que las neuronas ganglionares de la raíz dorsal llevará en el sistema nervioso central. Las neuronas sensoriales procedentes de la sinapsis cuerpo en el cuerno dorsal de la médula espinal, traen información acerca de las sensaciones táctiles (epicrítico), o modalidades de dolor (protopático). Aunque ambos tipos de neuronas sensoriales primero hacen sinapsis en el asta dorsal de la médula espinal, el área del asta dorsal, donde hacen sinapsis es diferente. Su camino hacia el tálamo también es diferente.
Las neuronas que llevan información sobre el tacto, la vibración, y las sensaciones de propiocepción de la parte inferior del cuerpo entran en la médula espinal por debajo de T6 nivel espinal, donde hacen sinapsis en el asta dorsal para formar circuitos reflejos, pero también envían axones a través de las ramas del fascículo grácil al tronco del encéfalo. Del mismo modo, la información de la parte superior del cuerpo entra en la médula espinal en T6 y superior, y ascender hacia el tronco cerebral en la Cuneate_fasciculus. Juntos, la forma grácil y cuneiforme de la columna dorsal en la columna vertebral.
Las neuronas que llevan información sobre el dolor y la temperatura hacen sinapsis en el asta dorsal de los fascículos anterolaterales.
Si bien las neuronas para sensaciones táctiles ascienden ipsilateralmente a través de la columna dorsal-medial sistema meniscal al tálamo; neuronas para el dolor y la temperatura ascienda contralateralmente al tálamo a través del sistema anterolateral.
Cuando ambas vías sensoriales llegan al centro de la integración que es el tálamo, hacen su aprobación definitiva a las áreas somatosensoriales en la circunvolución postcentral de la corteza cerebral.